# Col des Montets
Col des Montets – przełęcz we wschodniej Francji, w regionie Rodan-Alpy, w departamencie Górna Sabaudia. Leży na wysokości 1461 m n.p.m. i oddziela Masyw Mont Blanc od Préalpes de Savoie. Przełęcz ta leży blisko granicy ze Szwajcarią i Włochami. Przez przełęcz przebiega droga łącząca Chamonix-Mont-Blanc z Vallorcine. Droga ta biegnie dalej do przełęczy Col de la Forclaz i do Martigny w katonie Valais w południowej Szwajcarii.

## Galeria

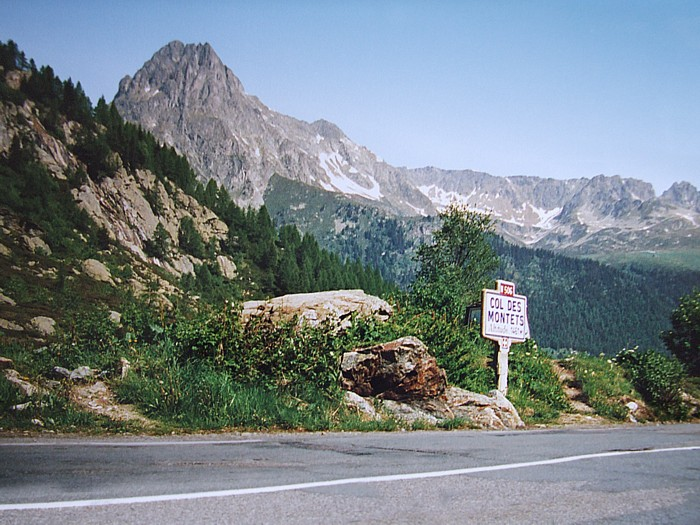
Przełęcz
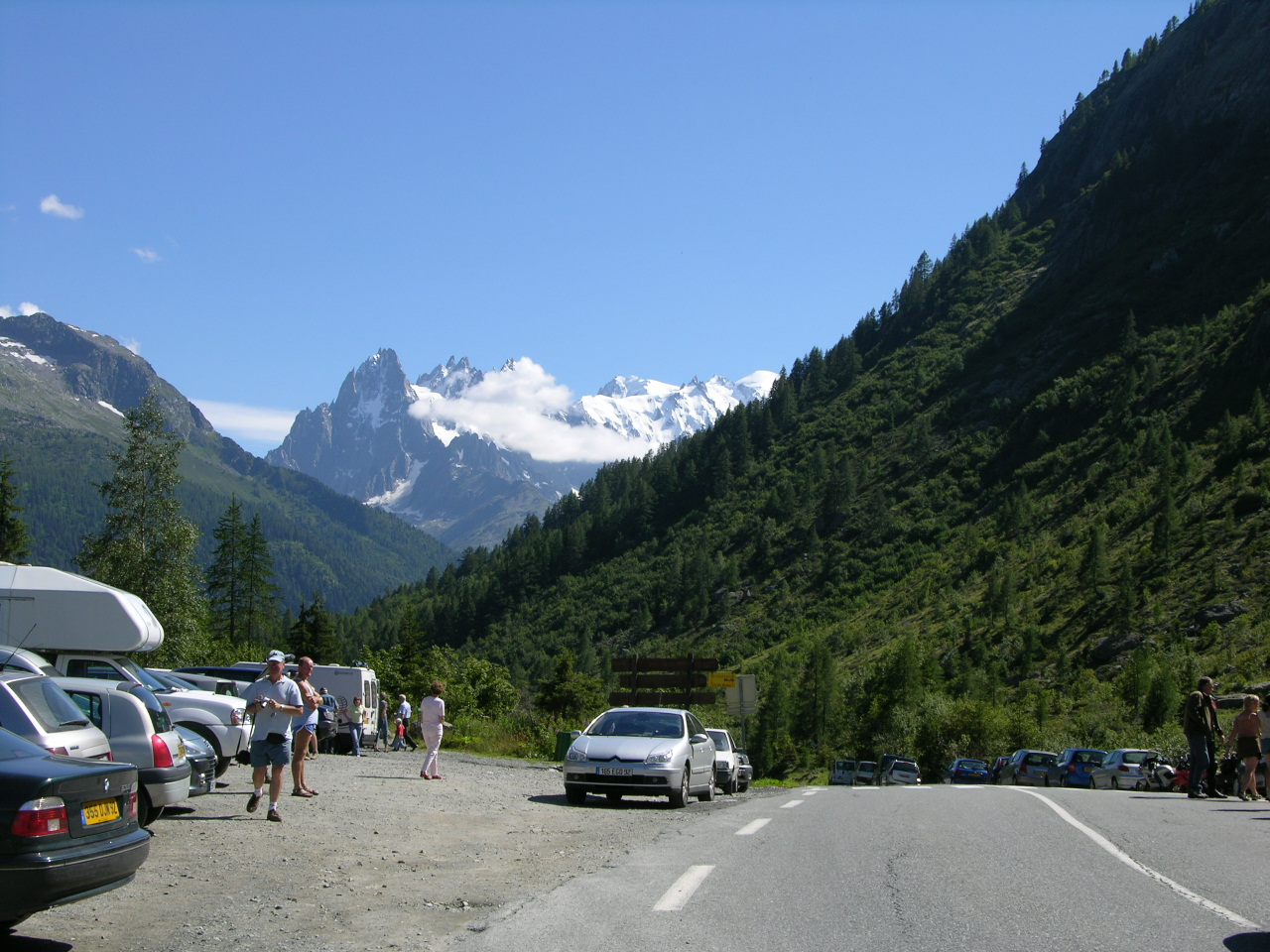
Widok z w kierunku Mont Blanc
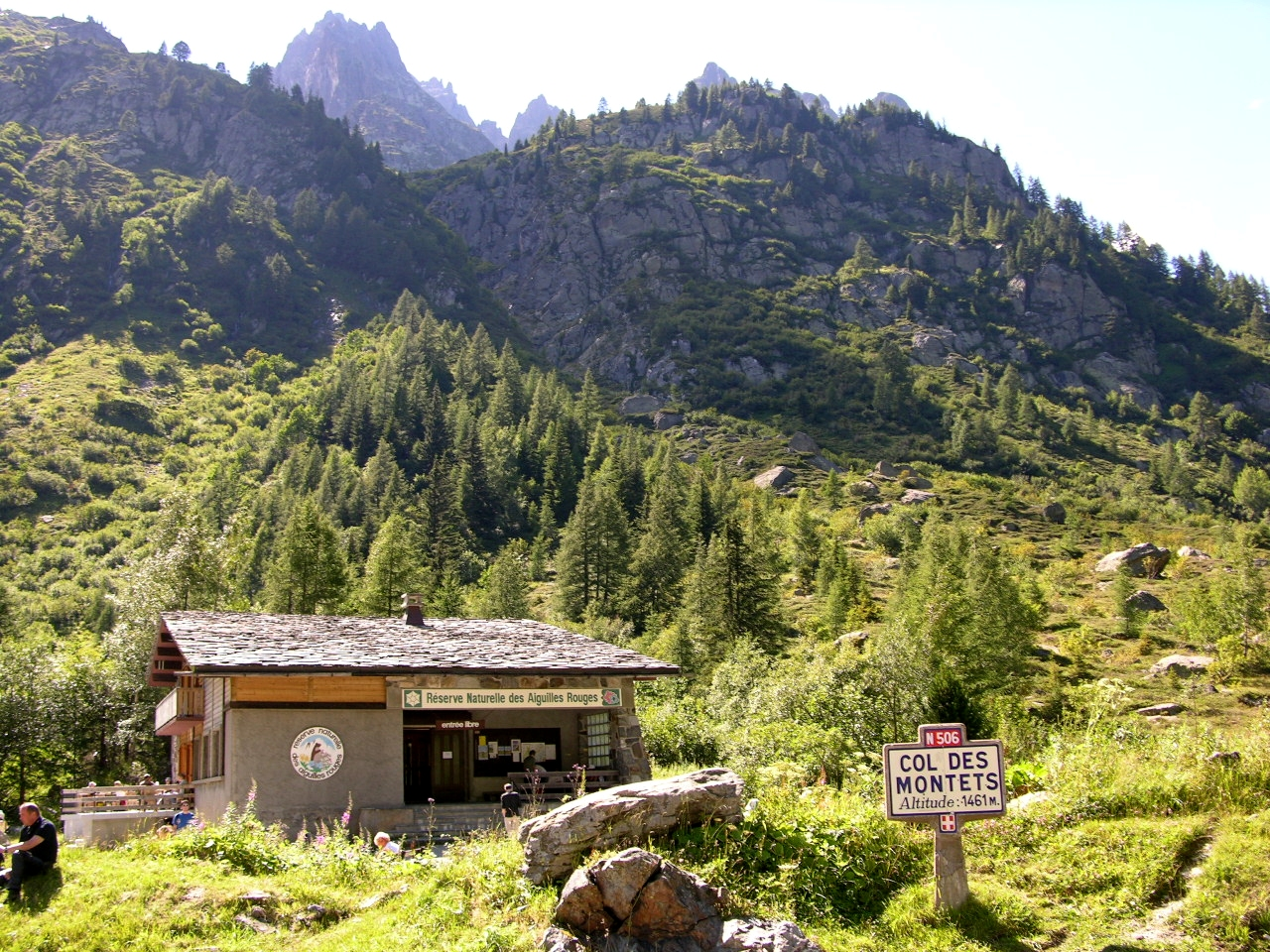
Widok z przełęczy na Aiguilles Rouges
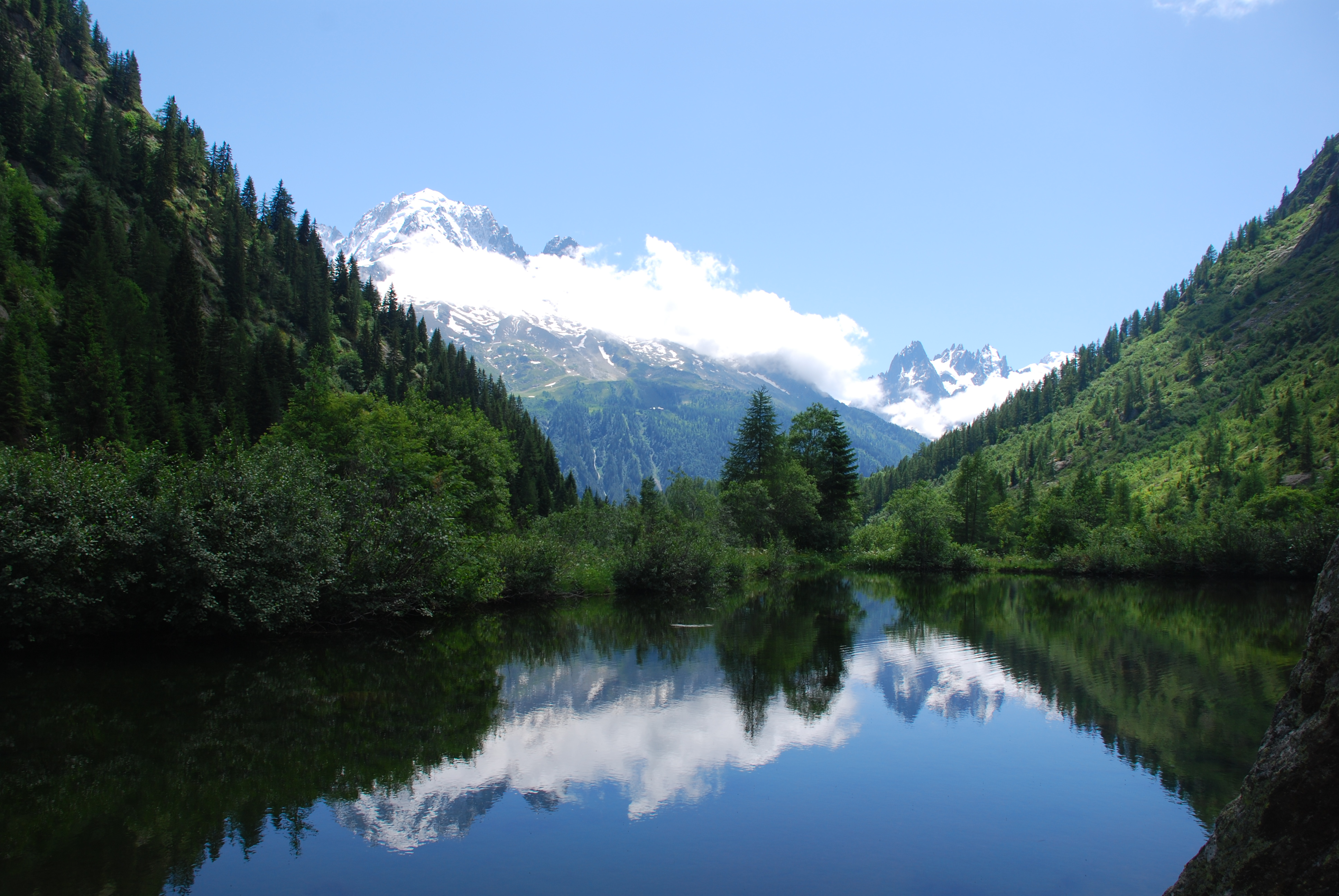
Widok z przełęczy na Masyw Mont Blanc